# Le Joola
Die Le Joola war eine senegalesische Passagierfähre, die als RoPax-Schiff im Fracht- und Personenverkehr zwischen der Stadt Ziguinchor in der Casamance und der senegalesischen Hauptstadt Dakar im Einsatz war. Ihr Untergang am 26. September 2002 gilt als drittgrößte zivile Schiffskatastrophe nach dem Zweiten Weltkrieg. Seit März 2008 ist die Aline Sitoe Diatta anstelle der Le Joola als Fährschiff im Einsatz.

## Technische Daten und Ausstattung
Das Schiff wurde von zwei MAN-Dieselmotoren mit jeweils 1200 kW Leistung angetrieben. Die Motoren wirkten über Untersetzungsgetriebe auf zwei Propeller. Für die Stromerzeugung standen zwei von MAN-Dieselmotoren mit einer Leistung von jeweils 278 kW angetriebene Generatoren mit jeweils 300 kVA Scheinleistung zur Verfügung. Darüber hinaus stand ein von einem MAN-Dieselmotor mit einer Leistung von 101 kW angetriebener Generator mit 110 kVA Scheinleistung zur Verfügung, der als Hafengenerator diente. Weiterhin war ein von einem MAN-Dieselmotor mit einer Leistung von 80 kW Leistung angetriebener Notstromgenerator verbaut. Motoren und Generatoren waren zur Verringerung von Vibrationen und Lärm elastisch gelagert.
Auf dem Hauptdeck befand sich im hinteren Bereich ein Fahrzeugdeck. Dieses war über eine herunterklappbare Heckrampe zugänglich, die mit 20 t belastet werden konnte. Auf dem Fahrzeugdeck konnten rund 35–36 Pkw befördert werden. Außerdem stand auf dem Hauptdeck auf beiden Seiten des Schiffes je eine Seitenpforte zur Verfügung, die für den Ladungsumschlag genutzt werden konnten. Hierüber war auch der Bord-Bord-Umschlag möglich. Für temperaturgeführte Ladungen stand ein rund 30 m³ fassender Kühlraum zur Verfügung.
Die Einrichtungen für die Passagiere und die Schiffsbesatzung waren auf vier Decks untergebracht. Die Passagierbereiche waren in drei Klassen eingeteilt. Die 3. Klasse bestand aus zwei mit Sitzbänken ausgestatteten Aufenthaltsräumen auf dem Hauptdeck und dem 1. Aufbaudeck. Der Aufenthaltsraum der 2. Klasse befand sich auf dem 2. Aufbaudeck und war mit höherwertigen Sitzen ausgestattet. Für die 1. Klasse standen 1-, 2- und 4-Bettkabinen sowie ein separater Aufenthaltsraum zur Verfügung. Die Kabinen befanden sich im vorderen Bereich des Schiffes auf dem 1. und 2. Aufbaudeck. Die Passagiere der 1. und 2. Klasse hatten Zugang zum Restaurant auf dem 2. Aufbaudeck.
Die Kabinen für die Schiffsbesatzung befanden sich im hinteren Teil des Schiffes auf dem Hauptdeck und dem 1. Aufbaudeck. Die Offizierskabinen waren auf dem 3. Aufbaudeck im vorderen Bereich des Schiffes hinter der Brücke untergebracht.

## Geschichte
Das 2.087-BRZ-Schiff wurde 1989/90 bei der Neuen Germersheimer Schiffswerft in Germersheim am Rhein gebaut. 1990 wurde das Schiff als Sangomar in Dienst gestellt und später in Le Joola umbenannt. Der Name ist von der hauptsächlich in der Casamance ansässigen Volksgruppe der Joola (auch „Diola“) abgeleitet. Es war für die Küstenschifffahrt bis 50 Seemeilen vor der Küste vorgesehen, 79,5 Meter lang, 12,5 Meter breit und für 550 Passagiere, dreizehn Fahrzeuge und 250 Tonnen Fracht ausgelegt.

### Havarie

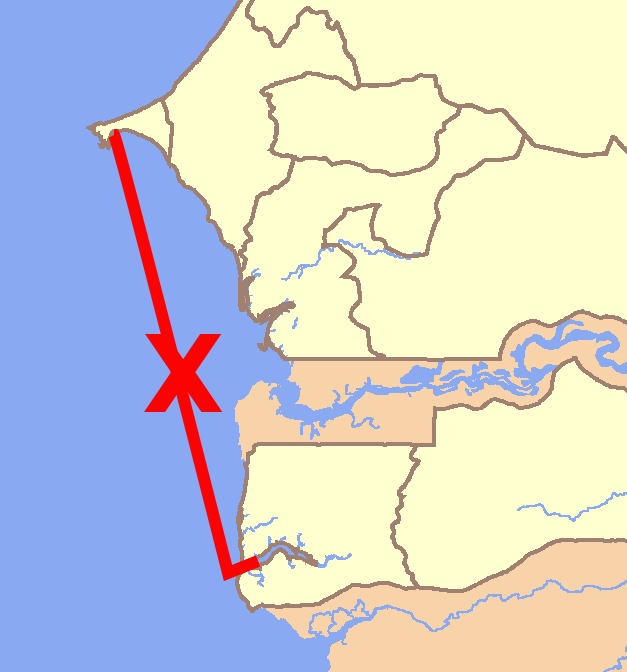
Route des Schiffs, das Kreuz markiert den Ort des Untergangs

Am 26. September 2002 geriet die Fähre gegen 23 Uhr vor der Küste Gambias in einen Sturm und kenterte in weniger als fünf Minuten. Sie trieb über 20 Stunden kieloben an der Wasseroberfläche und versank dann. Zum Zeitpunkt des Unglücks waren viele Studenten aus der Casamance an Bord, die zum Semesterbeginn nach Dakar wollten. Ihr Tod hatte jahrelang spürbare Auswirkungen auf die weitere Entwicklung ihrer Herkunftsregion. Der Untergang führte zu einer politischen Krise in Senegal; Präsident Abdoulaye Wade entließ die Regierung. Erst drei Jahre später, am 11. November 2005, wurde mit der Willis erneut eine reguläre Schiffsverbindung zwischen Dakar und der Casamance in Betrieb genommen.
Laut Bericht französischer Experten über die Ursachen wurde neben der grob fahrlässigen Überladung und dem schweren Sturm auch betont, dass die Le Joola auf einer Route in hoher See unterwegs war, für die sie nicht gebaut war. Dem Hersteller, der Neue Germersheimer Schiffswerft, wurde kein Vorwurf gemacht: Die Le Joola war 1990 vom Stapel gelaufen und entsprach dem damaligen Sicherheitsstandard. Als Hauptgrund für die Katastrophe nannten die Experten vielmehr die schlechte Wartung des Schiffes durch den Eigner – den senegalesischen Staat.
Beim Untergang der Le Joola starben nach offiziellen Angaben 1.863 Menschen. Es gab 64 Überlebende. Nur bei der Kollision der philippinischen Fähre Doña Paz mit dem Tanker Vector am 20. Dezember 1987 (4.386 Tote) und beim Untergang der Kiang Ya (3.520 Tote) starben bei zivilen Seeunfällen mehr Menschen.
Am 12. September 2008 erließ der französische Richter Jean-Noël Wilfrid internationale Haftbefehle gegen neun ranghohe senegalesische Amtsträger, darunter die ehemalige Premierministerin Mame Madior Boye, den Ex-Minister der Streitkräfte, den Ex-Minister für Verkehr sowie hohe Armee- und Marineangehörige, wegen mutmaßlicher Mitverantwortung für das Sinken der Fähre.

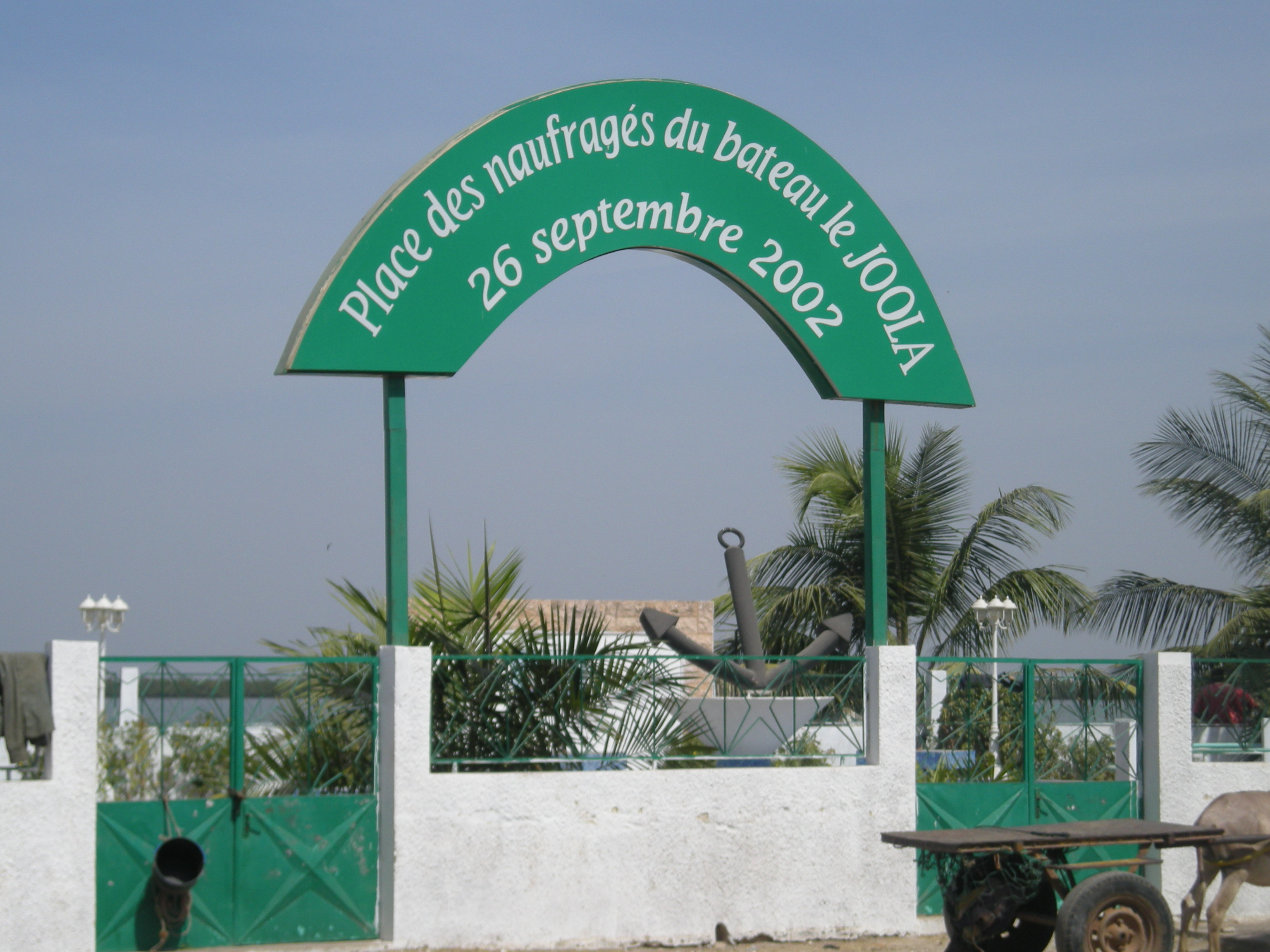
Place des naufragés du bateau le JOOLA, 26 septembre 2002

### Gedenken
In Bassori (Gambia) wurde eine offizielle Begräbnis-Stätte für die Opfer des Untergangs der Fähre eingerichtet. Zehn Jahre nach dem Unglück fanden unter Beteiligung von Regierungsmitgliedern Gedenkveranstaltungen statt, sowohl auf dem Friedhof der Schiffbrüchigen (cimetière de naufragés) von Mbao am östlichen Stadtrand von Dakar als auch in Kantène, einem Friedhof für Schiffbrüchige am südlichen Stadtrand von Ziguinchor. Im September 2024 wurde in Ziguinchor ein Museum mit dazugehörigem Denkmal zum Untergang der Le Joola eröffnet.